# Dustur
Dustur, Destur (właściwie Partia Wolności Konstytucyjnych) (ar.   الحزب الحر الدستوري, al-Ḥizb al-Ḥurr ad-Dustūrī) – działająca w latach 1920-34 tunezyjska partia polityczna. Wywodziła się z ruchu młodotunezyjskiego. Dążyła do ustanowienia konstytucji i zniesienia francuskiego protektoratu w Tunezji. W 1930 roku zdelegalizowana. W 1934 roku rozpadła się na Neo-Dustur i Stary Dustur.